# Apogonia malaccensis
Apogonia malaccensis är en skalbaggsart som beskrevs av Moser 1913. Apogonia malaccensis ingår i släktet Apogonia och familjen Melolonthidae. Inga underarter finns listade i Catalogue of Life.